# Ivan Hašek
Ivan Hašek (Městec Králové, 6 settembre 1963) è un allenatore di calcio ed ex calciatore ceco, cecoslovacco fino al 1992, di ruolo centrocampista, commissario tecnico della nazionale ceca.

## Statistiche

### Statistiche da allenatore

#### Nazionale libanese
| Squadra | Naz               | dal            | al            | Record | Record | Record | Record     | Record | Record | Record | Record |
| G       | V                 | N              | P             | GF     | GS     | DR     | Vittorie % |        |        |        |        |
| ------- | ----------------- | -------------- | ------------- | ------ | ------ | ------ | ---------- | ------ | ------ | ------ | ------ |
| Libano  | Libano (bandiera) | 15 luglio 2021 | 30 marzo 2022 | 13     | 2      | 3      | 8          | 6      | 16     | −10    | 15,38  |

#### Nazionale libanese nel dettaglio
| 2021          | Libano        | Qual. Mondiali 2022   | 6° nel gruppo A | 6  | 1 | 2 | 3 | 16,67 | 4 | 6  | -2  |
| 2022          | Libano        | Qual. Mondiali 2022   | 6° nel gruppo A | 4  | 0 | 1 | 3 | &0,00 | 1 | 7  | -6  |
| dic. 2021     | Libano        | Coppa araba FIFA 2021 | 3° nel gruppo D | 3  | 1 | 0 | 2 | 33,33 | 1 | 3  | -2  |
| Totale Libano | Totale Libano | Totale Libano         | Totale Libano   | 13 | 2 | 3 | 8 | 15,38 | 6 | 16 | -10 |

#### Panchine da commissario tecnico della nazionale libanese
| Cronologia completa delle presenze e delle reti in nazionale ― Libano | Cronologia completa delle presenze e delle reti in nazionale ― Libano | Cronologia completa delle presenze e delle reti in nazionale ― Libano | Cronologia completa delle presenze e delle reti in nazionale ― Libano | Cronologia completa delle presenze e delle reti in nazionale ― Libano | Cronologia completa delle presenze e delle reti in nazionale ― Libano | Cronologia completa delle presenze e delle reti in nazionale ― Libano | Cronologia completa delle presenze e delle reti in nazionale ― Libano |
| Data                                                                  | Città                                                                 | In casa                                                               | Risultato                                                             | Ospiti                                                                | Competizione                                                          | Reti                                                                  | Note                                                                  |
| --------------------------------------------------------------------- | --------------------------------------------------------------------- | --------------------------------------------------------------------- | --------------------------------------------------------------------- | --------------------------------------------------------------------- | --------------------------------------------------------------------- | --------------------------------------------------------------------- | --------------------------------------------------------------------- |
| 2-9-2021                                                              | Dubai                                                                 | Emirati Arabi Uniti                                                   | 0 – 0                                                                 | Libano                                                                | Qual. Mondiali 2022                                                   | -                                                                     | Cap: H.Maatouk                                                        |
| 7-9-2021                                                              | Suwon                                                                 | Corea del Sud                                                         | 1 – 0                                                                 | Libano                                                                | Qual. Mondiali 2022                                                   | -                                                                     | Cap: H.Maatouk                                                        |
| 7-10-2021                                                             | Al Rayyan                                                             | Iraq                                                                  | 0 – 0                                                                 | Libano                                                                | Qual. Mondiali 2022                                                   | -                                                                     | Cap: H.Maatouk                                                        |
| 12-10-2021                                                            | Amman                                                                 | Siria                                                                 | 2 – 3                                                                 | Libano                                                                | Qual. Mondiali 2022                                                   | 2 Mohamad Kdouh Soony Saad                                            | Cap: H.Maatouk                                                        |
| 11-11-2021                                                            | Sidon                                                                 | Libano                                                                | 1 – 2                                                                 | Iran                                                                  | Qual. Mondiali 2022                                                   | Soony Saad                                                            | Cap: M.Haidar                                                         |
| 16-11-2021                                                            | Sidon                                                                 | Libano                                                                | 0 – 1                                                                 | Emirati Arabi Uniti                                                   | Qual. Mondiali 2022                                                   | -                                                                     | Cap: M.Haidar                                                         |
| 1-12-2021                                                             | Doha                                                                  | Egitto                                                                | 1 – 0                                                                 | Libano                                                                | Coppa araba FIFA 2021 - 1º turno                                      | -                                                                     | Cap: N.Mansour                                                        |
| 4-12-2021                                                             | Al Wakrah                                                             | Libano                                                                | 0 – 2                                                                 | Algeria                                                               | Coppa araba FIFA 2021 - 1º turno                                      | -                                                                     | Cap: N.Mansour                                                        |
| 7-12-2021                                                             | Al Rayyan                                                             | Libano                                                                | 1 – 0                                                                 | Sudan                                                                 | Coppa araba FIFA 2021 - 1º turno                                      | autorete                                                              | Cap: M.Haidar                                                         |
| 27-1-2022                                                             | Sidon                                                                 | Libano                                                                | 0 – 1                                                                 | Corea del Sud                                                         | Qual. Mondiali 2022                                                   | -                                                                     | Cap: H.Maatouk                                                        |
| 1-2-2022                                                              | Sidon                                                                 | Libano                                                                | 1 – 1                                                                 | Iraq                                                                  | Qual. Mondiali 2022                                                   | Maher Sabra                                                           | Cap: H.Maatouk                                                        |
| 24-3-2022                                                             | Sidon                                                                 | Libano                                                                | 0 – 3                                                                 | Siria                                                                 | Qual. Mondiali 2022                                                   | -                                                                     | Cap: M.Haidar                                                         |
| 29-3-2022                                                             | Mashad                                                                | Iran                                                                  | 2 – 0                                                                 | Libano                                                                | Qual. Mondiali 2022                                                   | -                                                                     | Cap: M.Haidar                                                         |
| Totale                                                                |                                                                       | Presenze                                                              | 13                                                                    |                                                                       | Reti                                                                  | 6                                                                     |                                                                       |

#### Nazionale ceca
Statistiche aggiornate al 9 giugno 2025.
| Squadra   | Naz                  | dal            | al              | Record | Record | Record | Record     | Record | Record | Record | Record |
| G         | V                    | N              | P               | GF     | GS     | DR     | % Vittorie |        |        |        |        |
| --------- | -------------------- | -------------- | --------------- | ------ | ------ | ------ | ---------- | ------ | ------ | ------ | ------ |
| Rep. Ceca | Rep. Ceca (bandiera) | 7 luglio 2009  | 19 ottobre 2009 | 5      | 3      | 2      | 0          | 14     | 3      | +11    | 60,00  |
| Rep. Ceca | Rep. Ceca (bandiera) | 4 gennaio 2024 | in corso        | 17     | 10     | 3      | 4          | 34     | 23     | +11    | 58,82  |
| Totale    | Totale               | Totale         | Totale          | 22     | 13     | 5      | 4          | 48     | 26     | +22    | 59,09  |

#### Nazionale ceca nel dettaglio
| 2009                   | Rep. Ceca              | Qual. Mondiale 2010           | dimesso durante la fase                          | 4  | 2  | 2 | 0 | 50,00   | 11 | 2  | +9  |
| giu.-lug. 2024         | Rep. Ceca              | Europeo 2024                  | 4° nel gruppo H                                  | 3  | 0  | 1 | 2 | &0,00   | 3  | 5  | -2  |
| 2024                   | Rep. Ceca              | UEFA Nations League 2024-2025 | 1° nel gruppo 1 della Lega B, promosso in Lega A | 6  | 3  | 2 | 1 | 50,00   | 9  | 8  | +1  |
| 2025                   | Rep. Ceca              | Qual. Mondiale 2026           | nel gruppo L                                     | 4  | 3  | 0 | 1 | 75,00   | 9  | 6  | +3  |
| 2009; dal 2024         | Rep. Ceca              | Amichevoli                    |                                                  | 5  | 5  | 0 | 0 | 100,00& | 16 | 5  | +11 |
| Totale Repubblica Ceca | Totale Repubblica Ceca | Totale Repubblica Ceca        | Totale Repubblica Ceca                           | 22 | 13 | 5 | 4 | 59,09   | 48 | 26 | +22 |

#### Panchine da commissario tecnico della nazionale ceca
| Cronologia completa delle presenze e delle reti in nazionale ― Rep. Ceca | Cronologia completa delle presenze e delle reti in nazionale ― Rep. Ceca | Cronologia completa delle presenze e delle reti in nazionale ― Rep. Ceca | Cronologia completa delle presenze e delle reti in nazionale ― Rep. Ceca | Cronologia completa delle presenze e delle reti in nazionale ― Rep. Ceca | Cronologia completa delle presenze e delle reti in nazionale ― Rep. Ceca | Cronologia completa delle presenze e delle reti in nazionale ― Rep. Ceca                   | Cronologia completa delle presenze e delle reti in nazionale ― Rep. Ceca |
| Data                                                                     | Città                                                                    | In casa                                                                  | Risultato                                                                | Ospiti                                                                   | Competizione                                                             | Reti                                                                                       | Note                                                                     |
| ------------------------------------------------------------------------ | ------------------------------------------------------------------------ | ------------------------------------------------------------------------ | ------------------------------------------------------------------------ | ------------------------------------------------------------------------ | ------------------------------------------------------------------------ | ------------------------------------------------------------------------------------------ | ------------------------------------------------------------------------ |
| 12-8-2009                                                                | Teplice                                                                  | Rep. Ceca                                                                | 3 – 1                                                                    | Belgio                                                                   | Amichevole                                                               | Roman Hubnik Milan Baroš (rig.) David Rozehnal                                             | Cap: P. Čech                                                             |
| 5-9-2009                                                                 | Bratislava                                                               | Slovacchia                                                               | 2 – 2                                                                    | Rep. Ceca                                                                | Qual. Mondiali 2010                                                      | Daniel Pudil Milan Baroš                                                                   | Cap: P. Čech                                                             |
| 9-9-2009                                                                 | Uherské Hradiště                                                         | Rep. Ceca                                                                | 7 – 0                                                                    | San Marino                                                               | Qual. Mondiali 2010                                                      | 4 Milan Baroš (1 rig.) 2 Vaclav Sverkos Tomas Necid                                        | Cap: P. Čech                                                             |
| 10-10-2009                                                               | Praga                                                                    | Rep. Ceca                                                                | 2 – 0                                                                    | Polonia                                                                  | Qual. Mondiali 2010                                                      | Tomas Necid Jaroslav Plasil                                                                | Cap: P. Čech                                                             |
| 14-10-2009                                                               | Praga                                                                    | Rep. Ceca                                                                | 0 – 0                                                                    | Irlanda del Nord                                                         | Qual. Mondiali 2010                                                      | -                                                                                          | Cap: P. Čech                                                             |
| 22-3-2024                                                                | Oslo                                                                     | Norvegia                                                                 | 1 – 2                                                                    | Rep. Ceca                                                                | Amichevole                                                               | David Zima Antonín Barák                                                                   | Cap: T. Souček                                                           |
| 26-3-2024                                                                | Praga                                                                    | Rep. Ceca                                                                | 2 – 1                                                                    | Armenia                                                                  | Amichevole                                                               | Ladislav Krejci Tomas Chory                                                                | Cap: T. Souček                                                           |
| 7-6-2024                                                                 | Grödig                                                                   | Rep. Ceca                                                                | 7 – 1                                                                    | Malta                                                                    | Amichevole                                                               | Antonín Barák (rig.) 2 Mojmír Chytil David Jurásek Ondřej Lingr Matĕj Jurasék Václav Černý | Cap: A. Barák                                                            |
| 10-6-2024                                                                | Hradec Králové                                                           | Rep. Ceca                                                                | 2 – 1                                                                    | Macedonia del Nord                                                       | Amichevole                                                               | Patrik Schick (rig.) Antonín Barák (rig.)                                                  | Cap: T. Souček                                                           |
| 18-6-2024                                                                | Lipsia                                                                   | Portogallo                                                               | 2 – 1                                                                    | Rep. Ceca                                                                | Euro 2024 - 1º turno                                                     | Lukáš Provod                                                                               | Cap: T. Souček                                                           |
| 22-6-2024                                                                | Amburgo                                                                  | Rep. Ceca                                                                | 1 – 1                                                                    | Georgia                                                                  | Euro 2024 - 1º turno                                                     | Patrik Schick                                                                              | Cap: T. Souček                                                           |
| 26-6-2024                                                                | Amburgo                                                                  | Rep. Ceca                                                                | 1 – 2                                                                    | Turchia                                                                  | Euro 2024 - 1º turno                                                     | Tomáš Souček                                                                               | Cap: T. Souček                                                           |
| 7-9-2024                                                                 | Tbilisi                                                                  | Georgia                                                                  | 4 – 1                                                                    | Rep. Ceca                                                                | UEFA Nations League 2024-2025 - Lega B                                   | Lukáš Kalvach                                                                              | Cap: T. Souček                                                           |
| 10-9-2024                                                                | Praga                                                                    | Rep. Ceca                                                                | 3 – 2                                                                    | Ucraina                                                                  | UEFA Nations League 2024-2025 - Lega B                                   | 2 Pavel Šulc Tomáš Souček (rig.)                                                           | Cap: T. Souček                                                           |
| 11-10-2024                                                               | Praga                                                                    | Rep. Ceca                                                                | 2 – 0                                                                    | Albania                                                                  | UEFA Nations League 2024-2025 - Lega B                                   | 2 Tomáš Chorý                                                                              | Cap: T. Souček                                                           |
| 14-10-2024                                                               | Breslavia                                                                | Ucraina                                                                  | 1 – 1                                                                    | Rep. Ceca                                                                | UEFA Nations League 2024-2025 - Lega B                                   | Lukáš Červ                                                                                 | Cap: T. Souček                                                           |
| 16-11-2024                                                               | Tirana                                                                   | Albania                                                                  | 0 – 0                                                                    | Rep. Ceca                                                                | UEFA Nations League 2024-2025 - Lega B                                   | -                                                                                          | Cap: T. Souček                                                           |
| 19-11-2024                                                               | Olomouc                                                                  | Rep. Ceca                                                                | 2 – 1                                                                    | Georgia                                                                  | UEFA Nations League 2024-2025 - Lega B                                   | Pavel Šulc Adam Hložek                                                                     | Cap: T. Holeš                                                            |
| 22-3-2025                                                                | Hradec Králové                                                           | Rep. Ceca                                                                | 2 – 1                                                                    | Fær Øer                                                                  | Qual. Mondiali 2026                                                      | 2 Patrik Schick                                                                            | Cap: T. Souček                                                           |
| 25-3-2025                                                                | Faro                                                                     | Gibilterra                                                               | 0 – 4                                                                    | Rep. Ceca                                                                | Qual. Mondiali 2026                                                      | Václav Černý Patrik Schick Pavel Šulc Jan Kliment                                          | Cap: T. Souček                                                           |
| 6-6-2025                                                                 | Plzeň                                                                    | Rep. Ceca                                                                | 2 – 0                                                                    | Montenegro                                                               | Qual. Mondiali 2026                                                      | Adam Hložek Patrik Schick                                                                  | Cap: T. Souček                                                           |
| 9-6-2025                                                                 | Osijek                                                                   | Croazia                                                                  | 5 – 1                                                                    | Rep. Ceca                                                                | Qual. Mondiali 2026                                                      | Tomáš Souček                                                                               | Cap: T. Souček                                                           |
| Totale                                                                   |                                                                          | Presenze                                                                 | 22                                                                       |                                                                          | Reti                                                                     | 48                                                                                         |                                                                          |

## Palmarès

### Giocatore

#### Club
- Campionato cecoslovacco: 6

Sparta Praga: 1983-1984, 1984-1985, 1986-1987, 1987-1988, 1988-1989, 1989-1990
- Coppa di Cecoslovacchia: 3

Sparta Praga: 1983-1984, 1987-1988, 1988-1989
- Campionato ceco: 2

Sparta Praga: 1996-1997, 1997-1998

#### Individuale
- Calciatore cecoslovacco dell'anno: 2

1987, 1988

### Allenatore
- Campionato ceco: 2

Sparta Praga: 1999-2000, 2000-2001
- Coppa del Presidente degli Emirati Arabi Uniti: 1

Al-Ahli: 2007-2008
- Campionato emiratino: 1

Al-Ahli: 2008-2009